# Trencsénteplic
Trencsénteplic (szlovákul Trenčianske Teplice, németül Trentschin-Teplitz) kisváros Szlovákiában, a Trencséni kerületben, a Trencséni járásban.

## Fekvése
Trencséntől 12 km-re északkeletre, a Teplicska-patak partján, annak katlanszerű völgyében fekszik.

## Története
A község területén a Teplicska-patak völgyében már a kőkorszakban is éltek emberek, akik a leletek tanúsága szerint vadászattal tartották fenn magukat. 1936-ban egy családi ház építésénél a bronzkorból, a lausitzi kultúra idejéből származó hamvasztásos sír került itt elő, melynek anyaga a trencséni múzeumba került. Trencsénteplic meleg vizű forrásait már a római korban is ismerték, amikor kvád és markomann törzsek éltek ezen a vidéken. 179-ben, a markomann háború idején – mint azt a trencséni felirat is bizonyítja – a római légiók egészen idáig jutottak. 1951-ben a 9.-10. századból cserépmaradványokat találtak, melyeket a régészek szláv eredetűnek tulajdonítanak.
A forrásokat először 1247-ben említi írásos emlék. A terület 1267-ig „terra Teplicza” néven a Cseszneky család birtoka volt. A 13. századtól a 19. századig a trencséni uradalomhoz tartozott. Első fürdőtelepét a 16. században az Illésházyak emelték, akik 241 évig voltak a birtokosai. 1786-ban „Teplitz” és „Trentschiner-Bad” formában találjuk.
A 18. század végén Vályi András így ír róla: „TEPLICZ. Trentsén Várm. Fördők, földes Urok Gróf Illésházy Uraság, fekszenek Tepliczéhez közel, Ispotállyok is vagyon. Itten tartotta lakodalmát I. Rákóczy Ferentz Zrínyi Jegyesével, mellyet Veselényi eszközlött. Lásd felőle Vágnert Libr. III. pag. 188.”
1835-ben a birtokot dúsgazdag görög-cincár a bécsi bankár báró, Sina György vásárolta meg, aki a fürdőt átépíttette és modernizálta. Fia, báró Sina Simon továbbfejlesztette, szállodát és hatalmas parkot építtetett hozzá.
Fényes Elek 1851-ben kiadott geográfiai szótárában így ír a faluról: „Teplicz, tót f. Trencsén vgyéb., Trencséntől észak-keletre 1 1/2 órányira, a Teplicz vize völgyében. A helység 82 csinos házban, 504 kath., 5 zsidó lak. számlál. Hiressé teszi ezen helységet az ő régi, s foganatjára nézve egy az elsők közül való meleg kénköves-forrása, melly közönségesen trencséni fördők neve alatt esmeretes. A viznek alkotó részei: elszálló kénköves szesz, konyhasó, szénsavany, natrum, mészföld. Természeti melegsége illy arányban van: az urak fördője 30 1/4; a polgárok fördője 29 1/3 az ujfördő 30 1/2 a zsidók fördője 28 3/4; a szegények fördője 28 1/2; a hideg fördő 28 1/2 és a Brünnel melyből csupán isznak 32 fok Reaumur szerint. Haszna leginkább kitünik a köszvényben, tagok-zsibbadásában, csúzos bajokban, sebek gyogyitásában. A fördés közönségesen együtt törtenik, még pedig ezelőtt a gr. Illésházy bőkezüségéből mindig ingyen eshetett meg. Fördőhöz tartozó épületek bőven vannak kávéházzal, tánczteremmel, ebédlő szobával sat. együtt. A kik ezen kivül a természet szépségeitől nem idegenek, azok a Tepla patakjától keresztül hasitott s két felöl kősziklákkal, erdőkkel bekeritett felséges teplai völgyben egész gyönyörüséggel sétálhatnak. A fördő s a helység mostani birtokosa Sina.”
1863-ban „Teplic” és „Hévíz” néven említik. Sina Simon lánya, Ifigénia 1888-ban az épületegyüttest a ma is fennálló mór stílusú Hammam fürdővel bővíttette. A fürdőkomplexumban a gyógyítás a 19. század végén kezdődött. 1909-ben a fürdő a Sina családtól a fürdőt működtető magyar társaság tulajdonába került.
A trianoni békéig Trencsén vármegye Trencséni járásához tartozott.
Trianon után a fürdő csehszlovák tulajdonba került. 1929-ben szabályozták a Teplicska-patakot, mely nagyban hozzájárult a fürdő környékének rendezéséhez és további fejlesztéséhez. Ekkor épültek fel a Steiner, Benátky, Král, Blažek és New York szállodák, területe pedig az 1930-as évekre 113 hektárra növekedett.
A második világháború alatt a települést súlyos károk érték. Különösen a cukorgyár és a vasútállomás környékén dúltak a harcok. A németek a hidakat felrobbantották, de károk keletkeztek az iskolában és a családi házakban is. A települést csak 1945. április 26-án foglalták el a román csapatok. A harcokban 15 román katona esett el, akik a helyi temetőben nyugszanak. A katonák mellett 10 polgári személy is a harcok áldozata lett.

## Népessége
| Év:            | 1994. | 2004.   | 2014.   | 2024.   |
| -------------- | ----- | ------- | ------- | ------- |
| Emberek száma: | 4569  | 4297    | 4130    | 3909    |
| Eltérés:       |       | -5,95 % | -3,88 % | -5,35 % |

| Év:            | 2023. | 2024.   |
| -------------- | ----- | ------- |
| Emberek száma: | 3908  | 3909    |
| Eltérés:       |       | +0,02 % |

1880-ban 837 lakosából 21 magyar, 115 német és 665 szlovák anyanyelvű volt.
1890-ben 1021 lakosából 48 magyar, 142 német és 819 szlovák anyanyelvű volt.
1900-ban 1414 lakosából 140 magyar, 228 német és 1000 szlovák anyanyelvű volt.
1910-ben 1511 lakosából 191 magyar, 170 német, 1134 szlovák és 16 egyéb anyanyelvű volt. Ebből 1273 római katolikus, 208 izraelita, 24 evangélikus, 4 református és 2 görög katolikus vallású volt.
1921-ben 2039 lakosából 64 magyar, 44 német, 120 zsidó, 1739 csehszlovák, 3 egyéb nemzetiségű és 64 állampolgárság nélküli volt.
1930-ban 2099 lakosából 35 magyar, 49 német, 72 zsidó, 2 ruszin, 1845 csehszlovák, 2 egyéb nemzetiségű és 94 állampolgárság nélküli volt.
1991-ben 4436 lakosából 10 magyar és 4310 szlovák volt.
2001-ben 4438 lakosából 10 magyar és 4285 szlovák volt.
2011-ben 4197 lakosából 8 magyar és 3585 szlovák volt.
2021-ben 3980 lakosából 7 (+4) magyar, 2 (+16) cigány, 2 (+2) ruszin, 3653 (+18) szlovák, 75 (+21) egyéb és 241 ismeretlen nemzetiségű volt.

## Nevezetességei
- Klimatikus gyógyfürdője, melynek öt kénes, 38-42 °C-os gyógyforrása van.
- Hőlak–Trencsénteplici Villamos Vasút